# Barusia
Barusia is een geslacht van spinnen uit de  familie van de Leptonetidae.

## Soorten
- Barusia hofferi (Kratochvíl, 1935)
- Barusia insulana (Kratochvíl & Miller, 1939)
- Barusia korculana (Kratochvíl & Miller, 1939)
- Barusia laconica (Brignoli, 1974)
- Barusia maheni (Kratochvíl & Miller, 1939)